# Lars Daniel Krutzkoff Jacobsen
Lars Daniel Krutzkoff Jacobsen (Trondheim, 11 de diciembre de 1962) es un guionista y director de cine noruego. Fue profesor de guion en la fundación Volapük de Oslo y profesor invitado en la Escuela de Cine y Arte Nordland de Kabelvåg. Fue productor de radio en la NRK (la cadena de radiotelevisión pública noruega) y asistente de dirección en el teatro Nye de Oslo. También se ha involucrado en la política y formó parte de Norsk Målungdom, que defiende la variante nynorsk (literalmente «nuevo noruego») del idioma noruego. Jacobsen fue columnista habitual de la revista Albertine, dedicada al mundo de la prostitución.
Sus primeros proyectos cinematográficos tenían presupuestos tan modestos que se les consideraba ejemplos de cine trash.

## Fremragende timer
En 2003 ganó el Premio Teddy del Festival Internacional de Cine de Berlín con su corto Fremragende timer (codirigido con Jan Dalchow), obra que también ganó el premio al mejor corto de ficción en el Festival de Tribeca (Nueva York, Estados Unidos). La película, inspirada en un hecho real, fue polémica por mostrar relaciones sexuales consentidas entre un menor de edad (al que le faltaban 56 días para cumplir los 16 años, edad de consentimiento sexual para la ley noruega) y un adulto.

## 5 løgner
Tras rodar ocho cortos, escribió y dirigió su primer largometraje, 5 løgner (2007), cuyos protagonistas fueron, entre otros, Pia Tjelta y Jon Skolmen. La película cuenta la vida de cinco personas a lo largo de un día y está ambientada en Oslo. Ese mismo año, Jacobsen fue considerado el talento cinematográfico del año por el periódico VG.

## De Umoralske
Su siguiente largometraje, De Umoralske, se estrenó en otoño de 2013 en el Festival Internacional de Cine de Toronto en otoño de 2013. Está protagonizado por Daniel Gjerde, Hanne Bach Hansen y Michael Ringdal.

## Vida personal
Jacobsen ha declarado públicamente su homosexualidad.